# Scaptotrigona xanthotricha
Scaptotrigona xanthotricha är en biart som beskrevs av Jesus Santiago Moure 1950. Scaptotrigona xanthotricha ingår i släktet Scaptotrigona och familjen långtungebin. Inga underarter finns listade i Catalogue of Life.